# Follow the City Lights 07
Gira Follow the City Lights es una gira realizada por el grupo de música español Dover, entre los años 2007 y 2008, en el que se presenta su sexto trabajo "Follow the city lights"

## Información sobre la gira
La gira Follow the City Lights (The City Lights Tour, llamada también) fue realizada a lo largo del año 2007 por prácticamente toda la geografía española. Se trataba de una de las giras más importantes de su carrera ya que su nuevo disco se adentraba a terrenos electrónicos y pretendieron hacer del Tour una gran pista de baile. Para esta gira, Cristina Llanos, líder del grupo, tuvo que preparar varias coreografías para acompañarlas con las canciones, porque durante esta gira no tocó la guitarra. También tuvieron que adaptar varias canciones anteriores a los nuevos sonidos y darles el punto electrónico que tienen las demás canciones del último disco. Debido al éxito de la gira 2007, continuaron con la gira en 2008 pero con un escenario más reducido. En la gira 2008, Cristina Llanos toca la guitarra acústica en la canción "King George 07"

## Escenario
El escenario que empleó el grupo para dar sus directos en la gira 2007 constaba de 7 pantallas (2 grandes y 5 pequeñas) en las que se proyectaban dibujos, animaciones y fotografías. Llevaban 2 plataformas en la parte final del escenario. Una pasarela en el centro hacía que la cantante estuviese conectando continuamente con su público, en la que bailaba sus coreografías . Al final del show, una grúa eleva a la vocalista varios metros sobre las cabezas de los presentes para darle la emoción final. Esta gira terminó el 14 de octubre en Gijón.
En la gira que continuó en el año 2008, el grupo tuvo que reducir el escenario. Llevaron un neón de luz que cambiaba al ritmo de las canciones con el nombre del grupo. Cristina deja a un lado las coreografías y se centra más a un baile libre y salvaje. En su posición, unos cubos de luz sobre los que bailaba encima cambiaban de color al compás del neón. Cabe destacar el comienzo del show, con una gran cortina blanca que cae y da paso a la canción "Keep on Moving". Esta gira terminó el 5 de octubre en Lugo.

## Setlists
| Gira 2007                        | Gira 2008           |
| -------------------------------- | ------------------- |
| Tonight                          | Keep on Moving      |
| Denial                           | Soldier             |
| Loli Jackson 07                  | Flashback 07        |
| Flashback 07                     | Tonight             |
| Keep on Moving                   | You & Me            |
| Dj push it                       | Dj push it          |
| Salvation                        | Mi Sombrero         |
| Serenade 07                      | Salvation           |
| King George 07                   | Shine on me         |
| Dear McCartney                   | Madrid              |
| Madrid                           | King George 07      |
| Cherry Lee 07                    | Denial              |
| Like a Prayer (Cover de Madonna) | Serenade 07         |
| Do ya                            | Cherry Lee 07       |
| Devil came to me 07              | Do ya               |
| Let me out                       | Devil came to me 07 |
|                                  | Let me out          |